# إبراهيم هلال
إبراهيم هلال هو إعلامي مصري، من مؤسسي قناة الجزيرة، كما أسس قناة الجزيرة الإنجليزية، كان يتولى إدارة قطاع الأخبار بقناة الجزيرة، كما كان من المشرفين على تأسيس قناة الجزيرة البوسنة وقد ثم اختياره في منتدى دافوس، عضوا في مؤتمر قادة العالم دون سن الـ40، كما أنه عضو بمركز القاهرة للدراسات الإستراتيجية الذي أسسه الإعلامي المصري أحمد المسلماني